# Castanopsis oblonga
Castanopsis oblonga är en bokväxtart som beskrevs av Yung Chun Hsu och H.Wei Jen. Castanopsis oblonga ingår i släktet Castanopsis och familjen bokväxter. Inga underarter finns listade.